# Aurélien Agnan
Aurélien Agnan (* 20. April 1958) ist ein ehemaliger beninischer Boxer.
Agnan gehörte bei den Olympischen Sommerspielen 1980 in Moskau zu der 16-köpfigen Delegation seines Landes, die aus sieben Boxern und neun Leichtathleten bestand. Er trat im Halbweltergewicht an und verlor in der ersten Runde gegen Patrizio Oliva aus Italien.